# HD 188015
HD 188015 é uma estrela na constelação de Vulpecula que está a 172 anos-luz de distância da Terra. É uma subgigante amarela de tipo espectral G5IV. É um pouco mais brilhante que o Sol, e provavelmente muito mais velha.
A estrela é quase duas vezes mais rica em metais do que Sol. Estrelas assim muitas vezes têm planetas, e HD 188015 tem um planeta girando em sua volta.
| Planeta            | Massa           | Semieixo maior (UA) | Período orbital (dias) | Excentricidade |
| ------------------ | --------------- | ------------------- | ---------------------- | -------------- |
| b                  | >1,50 ± 0,13 MJ | 1,203 ± 0,070       | 461,2 ± 1,7            | 0,137 ± 0,026  |
| c (não confirmado) | >0,07 MJ        | 0,08                | 8,386                  | 0,23           |